# Fontinalis lachenaudii
Fontinalis lachenaudii är en bladmossart som beskrevs av Cardot in Coppey 1911. Fontinalis lachenaudii ingår i släktet näckmossor, och familjen Fontinalaceae. Inga underarter finns listade i Catalogue of Life.